# Antílope (1814)
El Bergantín Antílope fue un buque auxiliar durante la guerra de independencia Argentina y las guerras civiles.

## Historia
El Antílope era un pequeño mercante con matrícula de Buenos Aires propiedad de Carleton Allsopp (conocido también como Carlos Alsop).
Al levantarse la escuadra patriota para la Campaña Naval de 1814, el Antílope fue incorporado como buque auxiliar. Recién a fines de 1814 se devolvió a su dueño abonándosele por su uso.
Durante 1815 efectuó una travesía a las costas de la Península Valdés para Allsopp, asociado esta vez con Enrique Libanus Jones, pero al reagravarse la guerra civil en el litoral en 1816 la Antílope fue nuevamente fletada por el estado y tras disponer la Comandancia de Marina por instrucciones del coronel Francisco Lynch el pase de 8 artilleros de marina para completar su tripulación de un patrón y 6 marineros, pasó a tareas de patrullaje en el río Paraná durante 3 meses.
En 1817 se lo registró en un parte como goleta por lo que de no ser un error supone un cambio de aparejo.